# PQ-14學員靶機
PQ-14學員靶機（英語：Cedat）是一款基於卡爾弗飛機公司自家產品學員輕型飛機，研製而成的無人靶機。
美國陸軍航空兵團於1940年發布一項用於訓練防空炮手的標案，該方案要求一款由無線電控制的無人靶機，而卡爾弗提出由自家產品改裝的PQ-14，該系列也成功服役於整個二戰，並且也在戰後服役一段時間。

## 發展
卡爾弗飛機公司將其民用版本LFA Cadet進行改裝，美軍給予其編號PQ-8。PQ-8的成功促使了NRD的開發；卡爾弗將一架PQ-8進行大幅度的改裝，命名為XPQ-14。XPQ-14的體型更大，速度更快，並配備了可收放起落架，機身、機翼和尾部部件由木材製成，外覆應力膠合板蒙皮。

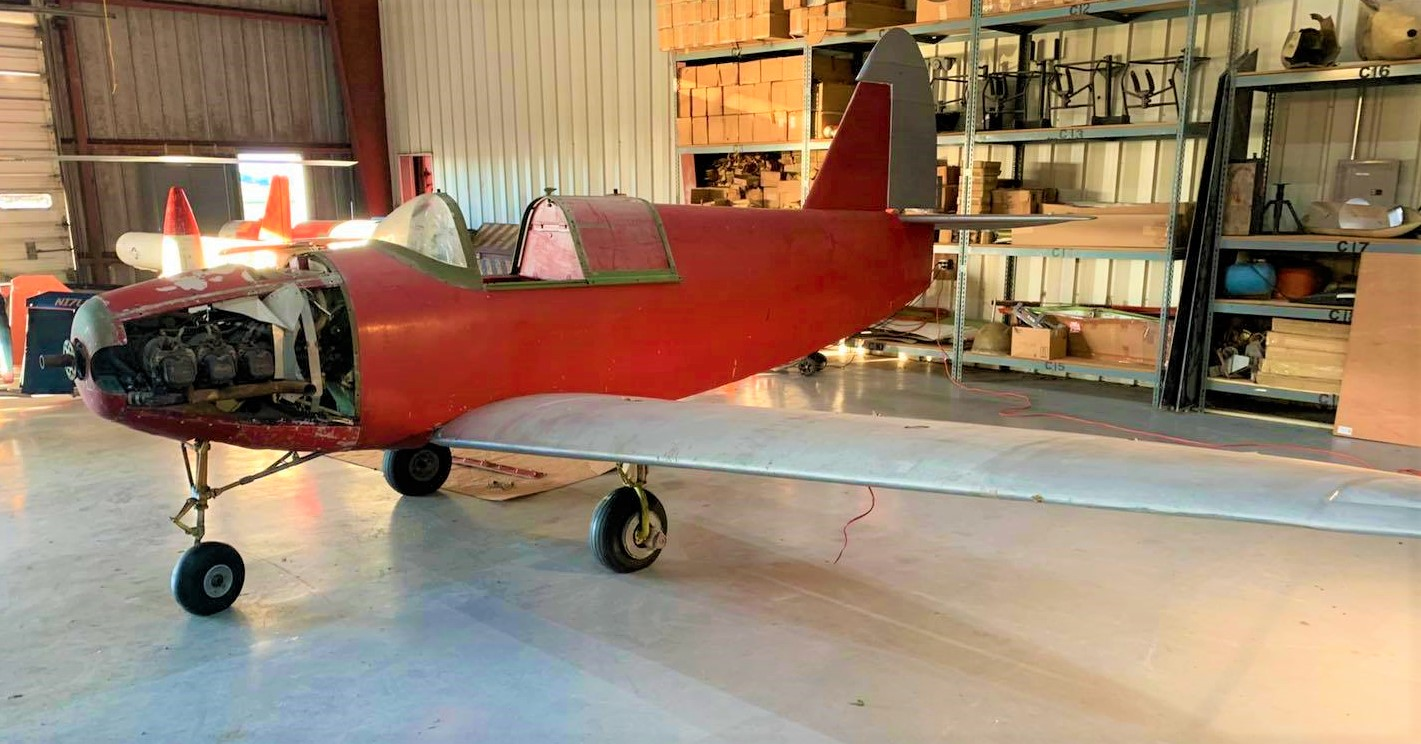
一架於航空無人機博物館修復的PQ-14

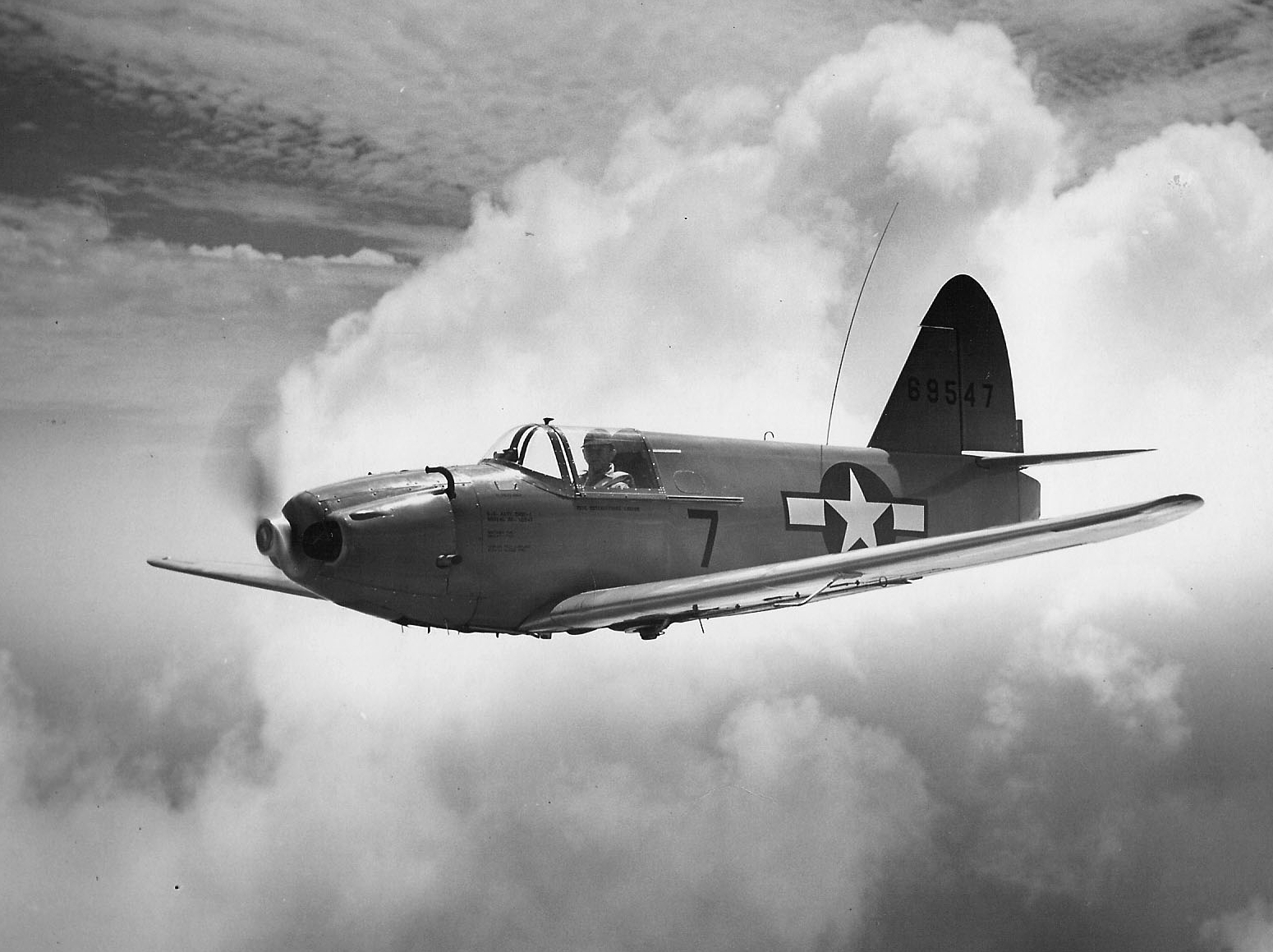
一架飛行中的美國海軍TD2C-1

在XPQ-14進行測試後，卡爾弗隨後建造服役測試機YPQ-14A，隨後進行量產並建造1,348架PQ-14A。其中1,198架交給美國海軍，並命名為TD2C-1，綽號"Turkey"（火雞）。
YPQ-14B是重量稍微重一點的型號，先是生產25架測試機YPQ-14，隨後建造594架PQ-14B，PQ-14B主要服役於美國陸軍航空軍。而後卡爾弗將一架PQ-14B進行改裝，並使用O-300-9引擎，命名為XPQ-14C。二戰後，Culver公司基於其Model V輕型飛機開發了XPQ-15。但在僅交付了四架後，該公司便於1946年破產。
XPQ-14於1942年首飛，不久後開始交付給訓練單位使用。該飛機通常無人駕駛，由無線電控制，但在轉場飛行時由飛行員駕駛，飛行員使用為此安裝的簡單控制面板進行操作，並使用降落傘作為座椅。XPQ-14飛機操作平穩且易於駕駛，通常塗有明亮的紅色靶標配色，但在實際操作中，有些飛機被塗成銀色或紅色。在無人駕駛時，這些飛機通常由「母機」控制，母機通常是比奇18型多用途飛機。大部分的PQ-14都在服役期間被擊落，僅有少部分存留至退役，而後於1950年代約有10架出售給民間收藏家。有趣的是，該機在軍中駕駛員以及民間收藏家中的口碑極好，不只性能優異，並且極少故障。

### 書目
- Anderson, C. E. "Bud". . Air Enthusiast. No. 17. December 1981 – March 1982: 74–80. ISSN 0143-5450.
- Mondey, David. American Aircraft of World War II (Hamlyn Concise Guide). London: Bounty Books, 2006. ISBN 978-0-7537-1461-4.
- Mormillo, Frank B. "Defenceless Warrior: Culver's PQ-14 Drone." Air Enthusiast Issue 93, May/June 2001. ISSN 0143-5450

## 外部連結
- Culver PQ-14/Q-14/TD2C （页面存档备份，存于）
- Culver PQ-14B – National Museum of the United States Air Force